# Bibescu (famiglia)
Bibescu è una famiglia di boiari valacchi, distintasi nella storia dell'Impero ottomano, del principato di Valacchia e del Regno di Romania. Fondata agli inizi del XVI secolo, la famiglia assurse a grande prestigio con i due fratelli Gheorghe Bibescu (1804 – 1873), Gospodaro di Valacchia dal 1842 al 1848, e Barbu Dimitrie Știrbei, Gospodaro di Valacchia dal 1848 al 1853.
Imparentata con altre famiglie principesche rumene, quali Văcărescu, Maurocordato, Cantacuzini, con il suo matrimonio con Zoe Maurocordato-Brâncoveanu, Gheorghe ottenne per il figlio, Grigore, il nome dei Brâncoveanu e il titolo di principe del Sacro Romano Impero , mentre Barbu assunse, per adozione, il nome dell'estinta famiglia boiara degli Știrbei.

## Membri illustri
La famiglia Bibescu ha dato alla Romania una serie di personalità di rilievo nella politica e nella cultura rumena ed europea:
- Gheorghe Bibescu (1804 – 1873), Gospodaro di Valacchia dal 1842 al 1848
- Barbu Dimitrie Știrbei, Gospodaro di Valacchia dal 1848 al 1853
- Elena Bibescu (1855–1902), nata Epureanu, pianista
- George Valentin Bibescu (1880–1941), pioniere dell'aviazione rumena
- Martha Bibescu (1886–1973), nata Lahovary, scrittrice, poetessa e politica rumena e francese